# Armando Segato
Armando Segato est un footballeur italien né le 3 mai 1930 à Vicence et mort le 19 février 1973 à Florence d'une sclérose latérale amyotrophique. Il évoluait au poste de milieu.

## Biographie
Avec la Fiorentina, il est sacré champion d'Italie en 1956. L'année suivante, il joue la finale de la coupe des clubs champions européens 1956-1957 qu'il perd contre le Real Madrid.
International, il reçoit 20 sélections en équipe d'Italie de 1953 à 1959. Il fait partie de l'équipe italienne lors de la Coupe du monde 1954.

## Carrière

### En tant que joueur
- 1948-1950 :  Cagliari Calcio
- 1950-1952 :  AC Prato
- 1952-1960 :  AC Fiorentina
- 1960-1964 :  AC Udinese

### En tant qu'entraîneur
- 1963-1964 :  AC Udinese
- 1965-1968 :  AC Venise
- 1968-1969 :  AS Reggina

## Palmarès

### En club
Avec la Fiorentina:
- Champion d'Italie en 1956
- Finaliste de la Coupe des clubs champions européens en 1957